# Amomum acuminatum
Amomum acuminatum är en enhjärtbladig växtart som beskrevs av George Henry Kendrick Thwaites. Amomum acuminatum ingår i släktet Amomum och familjen Zingiberaceae. Inga underarter finns listade i Catalogue of Life.